# Torneo Argentino A 1999-00
El Torneo Argentino A 1999-00 fue la quinta edición de este torneo, correspondiente a la tercera división del fútbol argentino. Se desarrolló, curiosamente, entre el 9 de enero de 2000, con el inicio de la Primera Fase, y el 25 de junio del mismo año, con la disputa de la última fecha de la Fase Final.
En ella participaron dieciséis equipos provenientes de 11 provincias, divididos en dos zonas de ocho equipos cada una.
El torneo consagró campeón a General Paz Juniors, tras empatar con Douglas Haig en la última fecha de la Zona Campeonato, ascendiendo a la Primera B Nacional.

## Modo de disputa
En la primera fase se agruparon los 16 equipos en 2 zonas de 8 equipos cada una, dependiendo su ubicación geográfica; cada equipo jugaba 2 veces contra los demás, una de local y otra de visitante.
Al cabo de los primeros 14 partidos, los mejores 3 equipos de cada zona avanzaban a la zona campeonato, que le otorgaría la posibilidad al ganador de la Fase Final de ascender a la Primera B Nacional.
Por otra parte, cada equipo ubicado en la última colocación de las zonas de la Primera Fase, disputarían una reválida entre sí, en un partido único y en cancha neutral.
En la zona campeonato, los equipos se agruparon en una zona única de 6 equipos, donde el ganador de la misma obtenía el ascenso a la Primera B Nacional.
En cuanto al partido Final por la permanencia entre Huracán de Corrientes y Estudiantes de Río Cuarto, se disputó el 17 de junio de 2000 en el estadio 9 de Julio de la ciudad de Rafaela.
A partir de esta edición, los ascendidos del Torneo Argentino B dejaron de disputar las fases finales por un ascenso doble a la Primera B Nacional.

## Equipos participantes

### Distribución geográfica
| Región                    | Equipos |
| ------------------------- | ------- |
| Provincia de Buenos Aires | 3       |
| Provincia del Chubut      | 1       |
| Provincia de Córdoba      | 2       |
| Provincia de Corrientes   | 2       |
| Provincia de Entre Ríos   | 1       |
| Provincia de Formosa      | 1       |
| Provincia de La Pampa     | 2       |
| Provincia de Mendoza      | 1       |
| Provincia de San Juan     | 1       |
| Provincia de Santa Fe     | 2       |
| Provincia de Tucumán      | 1       |
| Total                     | 17      |

### Equipos
| Club                | Localidad          | Provincia    | Liga de origen                        |
| ------------------- | ------------------ | ------------ | ------------------------------------- |
| 13 de junio         | Pirané             | Formosa      | Liga Piranense de Fútbol              |
| Barraca             | Paso de los Libres | Corrientes   | Liga Libreña de Fútbol                |
| Ben Hur             | Rafaela            | Santa Fe     | Liga Rafaelina de Fútbol              |
| CAI                 | Comodoro Rivadavia | Chubut       | Liga de Fútbol de Comodoro Rivadavia  |
| Cultural Argentino  | General Pico       | La Pampa     | Liga Pampeana de Fútbol               |
| Douglas Haig        | Pergamino          | Buenos Aires | Liga de fútbol de Pergamino           |
| Estudiantes (RC)    | Río Cuarto         | Córdoba      | Liga Regional de fútbol de Río Cuarto |
| General Belgrano    | Santa Rosa         | La Pampa     | Liga Cultural de Fútbol               |
| General Paz Juniors | Córdoba            | Córdoba      | Liga Cordobesa de Fútbol              |
| Huracán Corrientes  | Corrientes         | Corrientes   | Liga Correntina de Fútbol             |
| Huracán (SR)        | San Rafael         | Mendoza      | Liga Sanrafaelina de Fútbol           |
| Huracán (TA)        | Tres Arroyos       | Buenos Aires | Liga Tresarroyense de Fútbol          |
| Juventud Alianza    | Santa Lucía        | San Juan     | Liga Sanjuanina de Fútbol             |
| Ñuñorco             | Monteros           | Tucumán      | Liga Tucumana de fútbol               |
| Patronato           | Paraná             | Entre Ríos   | Liga Paranaense de Fútbol             |
| Tiro Federal (R)    | Rosario            | Santa Fe     | Asociación Rosarina de Fútbol         |

## Primera Fase

### Zona A
| Pos | Equipo              | Pts | PJ | PG | PE | PP | GF | GC | Dif |
| --- | ------------------- | --- | -- | -- | -- | -- | -- | -- | --- |
| 1.º | General Paz Juniors | 25  | 14 | 7  | 4  | 3  | 17 | 11 | 6   |
| 2.º | Huracán (TA)        | 22  | 14 | 7  | 1  | 6  | 31 | 21 | 10  |
| 3.º | General Belgrano    | 20  | 14 | 5  | 5  | 4  | 14 | 16 | -2  |
| 4.º | Huracán (SR)        | 19  | 14 | 5  | 4  | 5  | 14 | 20 | -6  |
| 5.º | Juventud Alianza    | 18  | 14 | 5  | 3  | 6  | 18 | 21 | -3  |
| 6.º | Cultural Argentino  | 17  | 14 | 4  | 5  | 5  | 15 | 19 | -4  |
| 7.º | CAI                 | 16  | 14 | 3  | 7  | 4  | 25 | 20 | 5   |
| 8.º | Estudiantes (RC)    | 12  | 14 | 2  | 6  | 6  | 12 | 19 | -7  |

| Clasificado para Zona Campeonato |
| Clasificado para Reválida        |

| Cultural Argentino | 0 - 0 | General Belgrano    |
| Juventud Alianza   | 1 - 1 | Estudiantes (RC)    |
| Huracán (TA)       | 1 - 0 | CAI                 |
| Huracán (SR)       | 0 - 0 | General Paz Juniors |

| General Belgrano    | 1 - 0 | Huracán (TA)       |
| Estudiantes (RC)    | 2 - 2 | Cultural Argentino |
| CAI                 | 1 - 1 | Huracán (SR)       |
| General Paz Juniors | 2 - 1 | Juventud Alianza   |

| Cultural Argentino | 0 - 0 | General Paz Juniors |
| CAI                | 6 - 1 | General Belgrano    |
| Huracán (TA)       | 4 - 1 | Estudiantes (RC)    |
| Huracán (SR)       | 2 - 0 | Juventud Alianza    |

| General Paz Juniors | 4 - 1 | Huracán (TA)       |
| General Belgrano    | 2 - 0 | Huracán (SR)       |
| Estudiantes (RC)    | 1 - 1 | CAI                |
| Juventud Alianza    | 3 - 1 | Cultural Argentino |

| Huracán (SR)     | 1 - 0 | Cultural Argentino  |
| General Belgrano | 1 - 0 | Estudiantes (RC)    |
| Huracán (TA)     | 4 - 0 | Juventud Alianza    |
| CAI              | 1 - 1 | General Paz Juniors |

| General Paz Juniors | 1 - 0 | General Belgrano |
| Juventud Alianza    | 2 - 0 | CAI              |
| Cultural Argentino  | 2 - 0 | Huracán (TA)     |
| Estudiantes (RC)    | 0 - 0 | Huracán (SR)     |

| Huracán (SR)     | 4 - 2 | Huracán (TA)        |
| General Belgrano | 1 - 0 | Juventud Alianza    |
| Estudiantes (RC) | 0 - 0 | General Paz Juniors |
| CAI              | 3 - 0 | Cultural Argentino  |

| General Paz Juniors | 2 - 0 | Huracán (SR)       |
| Estudiantes (RC)    | 2 - 1 | Juventud Alianza   |
| General Belgrano    | 1 - 1 | Cultural Argentino |
| CAI                 | 2 - 2 | Huracán (TA)       |

| Cultural Argentino | 1 - 0 | Estudiantes (RC)    |
| Huracán (TA)       | 3 - 1 | General Belgrano    |
| Huracán (SR)       | 1 - 0 | CAI                 |
| Juventud Alianza   | 2 - 0 | General Paz Juniors |

| General Paz Juniors | 2 - 1 | Cultural Argentino |
| Estudiantes (RC)    | 2 - 0 | Huracán (TA)       |
| General Belgrano    | 2 - 2 | CAI                |
| Juventud Alianza    | 1 - 1 | Huracán (SR)       |

| Huracán (TA)       | 2 - 1 | General Paz Juniors |
| Huracán (SR)       | 1 - 1 | General Belgrano    |
| CAI                | 2 - 0 | Estudiantes (RC)    |
| Cultural Argentino | 2 - 0 | Juventud Alianza    |

| Juventud Alianza    | 2 - 1 | Huracán (TA)     |
| Estudiantes (RC)    | 1 - 1 | General Belgrano |
| General Paz Juniors | 2 - 1 | CAI              |
| Cultural Argentino  | 2 - 0 | Huracán (SR)     |

| General Belgrano | 2 - 0 | General Paz Juniors |
| CAI              | 4 - 4 | Juventud Alianza    |
| Huracán (TA)     | 5 - 1 | Cultural Argentino  |
| Huracán (SR)     | 3 - 2 | Estudiantes (RC)    |

| Huracán (TA)        | 6 - 0 | Huracán (SR)     |
| Juventud Alianza    | 1 - 0 | General Belgrano |
| General Paz Juniors | 2 - 0 | Estudiantes (RC) |
| Cultural Argentino  | 2 - 2 | CAI              |

| 1. |

### Zona B
| Pos | Equipo             | Pts | PJ | PG | PE | PP | GF | GC | Dif |
| --- | ------------------ | --- | -- | -- | -- | -- | -- | -- | --- |
| 1.º | Ben Hur            | 25  | 14 | 7  | 4  | 3  | 18 | 10 | 8   |
| 2.º | 13 de Junio        | 25  | 14 | 7  | 4  | 3  | 14 | 14 | 0   |
| 3.º | Douglas Haig       | 23  | 14 | 7  | 2  | 5  | 20 | 14 | 6   |
| 4.º | Tiro Federal (R)   | 23  | 14 | 7  | 2  | 5  | 27 | 16 | 11  |
| 5.º | Patronato          | 19  | 14 | 5  | 4  | 5  | 19 | 19 | 0   |
| 6.º | Ñuñorco            | 18  | 14 | 4  | 6  | 4  | 16 | 15 | 1   |
| 7.º | Barraca (PdlL)     | 12  | 14 | 3  | 3  | 8  | 14 | 23 | -9  |
| 8.º | Huracán Corrientes | 9   | 14 | 2  | 3  | 9  | 10 | 27 | -17 |

| Clasificado para Zona Campeonato |
| Clasificado para Reválida        |

| Ben Hur          | 1 - 0 | Huracán Corrientes |
| Ñuñorco          | 1 - 1 | Patronato          |
| Tiro Federal (R) | 0 - 1 | Douglas Haig       |
| Barraca (PdlL)   | 0 - 1 | 13 de Junio        |

| Douglas Haig       | 1 - 0 | Ñuñorco          |
| 13 de junio        | 1 - 1 | Ben Hur          |
| Huracán Corrientes | 1 - 3 | Tiro Federal (R) |
| Patronato          | 0 - 3 | Barraca (PdlL)   |

| Douglas Haig     | 3 - 0 | Huracán Corrientes |
| Ben Hur          | 0 - 1 | Patronato          |
| Tiro Federal (R) | 3 - 1 | 13 de junio        |
| Ñuñorco          | 3 - 1 | Barraca (PdlL)     |

| 13 de Junio        | 1 - 0 | Douglas Haig     |
| Patronato          | 2 - 0 | Tiro Federal (R) |
| Huracán Corrientes | 1 - 0 | Ñuñorco          |
| Barraca (PdlL)     | 0 - 2 | Ben Hur          |

| Ñuñorco            | 1 - 1 | Ben Hur        |
| Tiro Federal (R)   | 6 - 2 | Barraca (PdlL) |
| Douglas Haig       | 0 - 2 | Patronato      |
| Huracán Corrientes | 0 - 0 | 13 de junio    |

| Patronato      | 2 - 0 | Huracán Corrientes |
| Barraca (PdlL) | 1 - 1 | Douglas Haig       |
| 13 de Junio    | 1 - 0 | Ñuñorco            |
| Ben Hur        | 0 - 0 | Tiro Federal (R)   |

| Ñuñorco            | 1 - 0 | Tiro Federal (R) |
| Huracán Corrientes | 1 - 0 | Barraca (PdlL)   |
| Douglas Haig       | 0 - 1 | Ben Hur          |
| 13 de Junio        | 2 - 1 | Patronato        |

| Douglas Haig       | 3 - 0 | Tiro Federal (R) |
| Patronato          | 0 - 0 | Ñuñorco          |
| Huracán Corrientes | 1 - 3 | Ben Hur          |
| 13 de Junio        | 1 - 0 | Barraca (PdlL)   |

| Ñuñorco          | 3 - 3 | Douglas Haig       |
| Ben Hur          | 2 - 0 | 13 de junio        |
| Tiro Federal (R) | 5 - 0 | Huracán Corrientes |
| Barraca (PdlL)   | 3 - 2 | Patronato          |

| Huracán Corrientes | 0 - 1 | Douglas Haig     |
| Patronato          | 0 - 2 | Ben Hur          |
| 13 de Junio        | 1 - 0 | Tiro Federal (R) |
| Barraca (PdlL)     | 0 - 1 | Ñuñorco          |

| Douglas Haig     | 4 - 0 | 13 de junio        |
| Tiro Federal (R) | 4 - 1 | Patronato          |
| Ñuñorco          | 2 - 1 | Huracán Corrientes |
| Ben Hur          | 1 - 2 | Barraca (PdlL)     |

| Patronato      | 3 - 0 | Douglas Haig       |
| Barraca (PdlL) | 1 - 1 | Tiro Federal (R)   |
| 13 de Junio    | 3 - 1 | Huracán Corrientes |
| Ben Hur        | 1 - 1 | Ñuñorco            |

| Huracán Corrientes | 3 - 3 | Patronato      |
| Douglas Haig       | 2 - 0 | Barraca (PdlL) |
| Ñuñorco            | 1 - 1 | 13 de junio    |
| Tiro Federal (R)   | 2 - 0 | Ben Hur        |

| Tiro Federal (R) | 3 - 2 | Ñuñorco            |
| Barraca (PdlL)   | 1 - 1 | Huracán Corrientes |
| Ben Hur          | 3 - 1 | Douglas Haig       |
| Patronato        | 1 - 1 | 13 de junio        |

| 1. |

## Zona Campeonato

### Tabla de posiciones final
| Pos | Equipo              | Pts | PJ | PG | PE | PP | GF | GC | Dif |
| --- | ------------------- | --- | -- | -- | -- | -- | -- | -- | --- |
| 1.º | General Paz Juniors | 18  | 10 | 5  | 3  | 2  | 16 | 8  | 8   |
| 1.º | Huracán (TA)        | 18  | 10 | 6  | 0  | 4  | 21 | 17 | 4   |
| 1.º | Ben Hur             | 18  | 10 | 6  | 0  | 4  | 11 | 14 | -3  |
| 4.º | 13 de Junio         | 15  | 10 | 4  | 3  | 3  | 12 | 10 | 2   |
| 5.º | Douglas Haig        | 11  | 10 | 3  | 2  | 5  | 16 | 17 | -1  |
| 6.º | General Belgrano    | 5   | 10 | 1  | 2  | 7  | 8  | 18 | -10 |

|  | Debió desempatar el primer puesto. |

### Desempate
Los partidos entre sí definieron el primer puesto de la Zona.
| Pos | Equipo              | Pts | PJ | PG | PE | PP | GF | GC | Dif |
| --- | ------------------- | --- | -- | -- | -- | -- | -- | -- | --- |
| 1.º | General Paz Juniors | 6   | 4  | 2  | 0  | 2  | 8  | 5  | 3   |
| 2.º | Huracán (TA)        | 6   | 4  | 2  | 0  | 2  | 7  | 6  | 1   |
| 3.º | Ben Hur             | 6   | 4  | 2  | 0  | 2  | 4  | 8  | -4  |

| Campeón. Ascendió a la Primera B Nacional 2000-01 |

|                                         |
|                                         |
| Campeón General Paz Juniors 1.er título |

### Resultados
| 13 de Junio  | 1 - 0 | General Belgrano    |
| Huracán (TA) | 3 - 0 | General Paz Juniors |
| Douglas Haig | 3 - 0 | Ben Hur             |

| General Paz Juniors | 1 - 0 | General Belgrano |
| Ben Hur             | 2 - 1 | Huracán (TA)     |
| Douglas Haig        | 1 - 1 | 13 de junio      |

| Huracán (TA)     | 4 - 3 | Douglas Haig        |
| General Belgrano | 1 - 3 | Ben Hur             |
| 13 de junio      | 0 - 0 | General Paz Juniors |

| Huracán (TA) | 3 - 1 | 13 de junio         |
| Douglas Haig | 3 - 2 | General Belgrano    |
| Ben Hur      | 2 - 1 | General Paz Juniors |

| 13 de Junio         | 2 - 0 | Ben Hur      |
| General Paz Juniors | 1 - 0 | Douglas Haig |
| General Belgrano    | 1 - 3 | Huracán (TA) |

| General Belgrano    | 1 - 1 | 13 de junio  |
| General Paz Juniors | 4 - 0 | Huracán (TA) |
| Ben Hur             | 1 - 0 | Douglas Haig |

| General Belgrano | 1 - 1 | General Paz Juniors |
| Huracán (TA)     | 3 - 0 | Ben Hur             |
| 13 de Junio      | 3 - 0 | Douglas Haig        |

| Douglas Haig        | 3 - 1 | Huracán (TA)     |
| Ben Hur             | 2 - 0 | General Belgrano |
| General Paz Juniors | 3 - 0 | 13 de junio      |

| General Belgrano    | 2 - 1 | Douglas Haig |
| 13 de Junio         | 3 - 1 | Huracán (TA) |
| General Paz Juniors | 3 - 0 | Ben Hur      |

| Ben Hur      | 1 - 0 | 13 de junio         |
| Douglas Haig | 2 - 2 | General Paz Juniors |
| Huracán (TA) | 2 - 0 | General Belgrano    |

## Reválida
| Final                                             | Final      | Final            | Final               | Final       | Final |
| Local                                             | Resultado  | Visitante        | Estadio             | Fecha       |       |
| ------------------------------------------------- | ---------- | ---------------- | ------------------- | ----------- | ----- |
| Huracán Corrientes                                | 3:2 (t.e.) | Estudiantes (RC) | El Coloso (Rafaela) | 17 de junio |       |
| Estudiantes (RC) descendió al Torneo Argentino B. |            |                  |                     |             |       |